# Les Fils de la liberté (mini-série)
 (février 2023).
Si vous disposez d'ouvrages ou d'articles de référence ou si vous connaissez des sites web de qualité traitant du thème abordé ici, merci de compléter l'article en donnant les références utiles à sa vérifiabilité et en les liant à la section « Notes et références ».
Pour les articles homonymes, voir Les Fils de la liberté.
Les Fils de la liberté est une mini-série en co-production Québec et France en six épisodes de 55 minutes, diffusée en France du 12 au 27 juin 1981 sur Antenne 2, et au Québec du 11 janvier au 15 février 1982 à Radio-Québec.

## Synopsis
D'après le roman Les Fils de la liberté de Louis Caron de 1981, cette série raconte l'histoire de Hyacinthe Bellerose. En 1837 dans le Bas-Canada pendant la rébellion des patriotes, Hyacinthe Bellerose prononce le serment des Fils de la Liberté. Arrêté quelque temps plus tard, il est condamné à l'exil en Australie...

## Distribution
- Charles Binamé : Hyacinthe Bellerose
- Sophie Faucher : Marie-Moitié
- Éléonore Hirt : Mme Plessis
- Philippe Laudenbach : Notaire Plessis
- Nathalie Breuer : Flavie
- Sacha de Liamchin : Tim
- Janou Saint-Denis : La mère Simon
- Claude Gai : Abbé Mailloux
- Dennis O'Connor : Le marchand Smith
- Benoît Dagenais : Le cordonnier François
- Roger Blay : Le major Hubert
- Dennis Sweeting : Seigneur Cantlie
- Claude Léveillée : Le fondeur de cuillères
- Charlotte Boisjoli : Mère Bellerose
- Jacques Galipeau : Père Bellerose
- Mireille Thibault : Régine
- Germain Houde : André Bellerose
- Jean-Jacques Blanchet : Michel Bellerose
- Jean-Pierre Masson : Mister
- Gaston Lepage : Phège
- Reynald Bouchard : Jacquot
- Denise Morelle : Dame Morel
- Aubert Pallascio : Gagnon
- Guy Thauvette : Langlois
- Paul Savoie : Julien

## Fiche technique
- Scénarisation : Claude Boissol, Louis Caron
- Réalisation : Claude Boissol
- Société de production : Interimage Inc., Radio-Québec, Antenne 2